# Wangoi
Wangoi è una suddivisione dell'India, classificata come nagar panchayat, di 7.872 abitanti, situata nel distretto di Imphal Ovest, nello stato federato del Manipur. In base al numero di abitanti la città rientra nella classe V (da 5.000 a 9.999 persone).

## Geografia fisica
La città è situata a 24° 39' 31 N e 93° 53' 56 E.

## Società

### Evoluzione demografica
Al censimento del 2001 la popolazione di Wangoi assommava a 7.872 persone, delle quali 3.935 maschi e 3.937 femmine. I bambini di età inferiore o uguale ai sei anni assommavano a 1.046, dei quali 527 maschi e 519 femmine. Infine, coloro che erano in grado di saper almeno leggere e scrivere erano 5.064, dei quali 2.987 maschi e 2.077 femmine.